# Uppland
Uppland je jedna z pětadvaceti historických provincií Švédska. Nachází se ve východní části země při pobřeží Baltského moře. Má rozlohu 12 676 km² a žije zde přibližně 1 600 000 obyvatel. Historickým centrem je město Uppsala, i když do jižní části regionu zasahuje aglomerace švédské metropole Stockholmu.
Území tvoří pobřežní nížina, nejvyšším vrcholem je Tallmossen (118 m n. m.). Na severu převládají smrkové lesy a rašeliniště, na jihu se pěstují brambory a obilí. V krajině se nacházejí četné morény. Zvířecím symbolem Upplandu je orel mořský. Pobřežní část Upplandu s četnými ostrovy se nazývá Roslagen. Ostrov Märket je rozdělen mezi Švédsko a Finsko, takže Uppland má i mezinárodní hranici. Ve vnitrozemí se nachází jezero Mälaren. Upplandem protékají řeky Tämnarån a Fyrisån.
Osídlení regionu je doloženo již z doby před osmi tisíci lety. Z období Vikingů se na území Upplandu zachovalo 1196 runových kamenů. Oblast patřila k historickému Svealandu a byla jádrem formování švédského státu. Původním střediskem byla Sigtuna, později ji nahradila Uppsala, která se v roce 1164 stala sídlem arcibiskupa. Název Uppland je poprvé uveden v roce 1296. Region je spojen s působením Brigity Švédské, která založila klášter ve Vadsteně. V roce 1560 byl provincii udělen znak, na němž je vyobrazeno královské jablko. V roce 1634 proběhla ve Švédsku správní reforma, při níž byly provincie nahrazeny kraji a území Upplandu rozděleno mezi kraje Uppsala, Stockholm, Västmanland, Gävleborg a Södermanland. Název Uppland se od té doby používá neoficiálně pro historický a kulturní region. Na území Upplandu se nachází mj. Drottningholmský palác, zapsaný na seznam Světové dědictví.